# Okres Rakovník

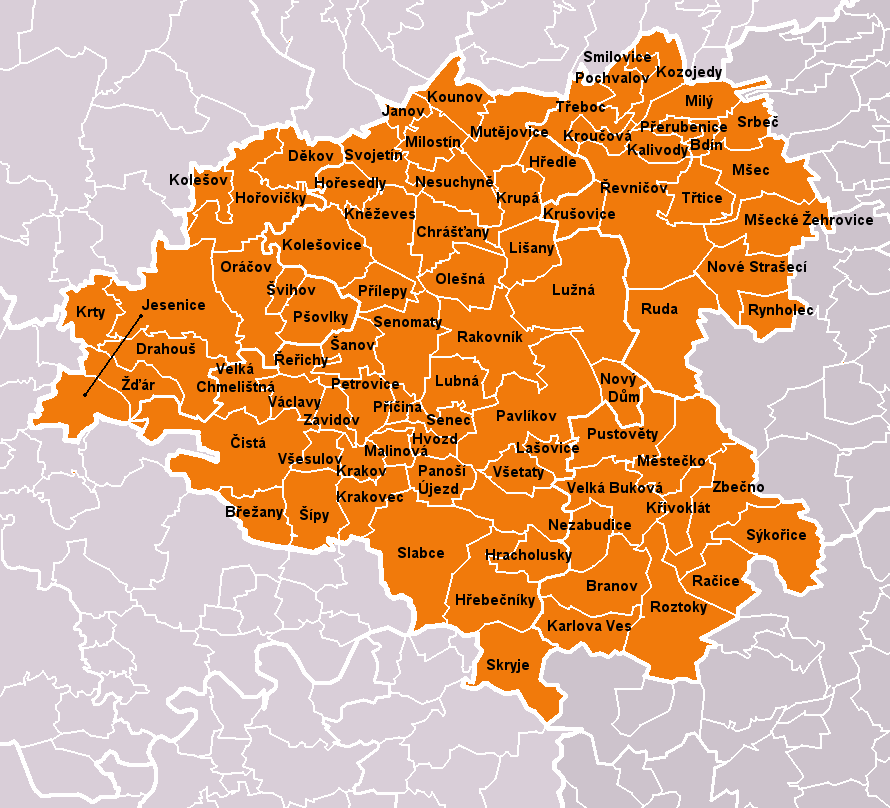
Städte und Gemeinden des Bezirks

Okres Rakovník (deutsch Bezirk Rakonitz) befindet sich in der Mittelböhmischen Region im leicht hügeligen westlichen Teil mit vielen Wäldern und Flüssen. Höchster Berg ist der Vlastec (612 m ü. M.) im Norden, in der Mitte befindet sich eine Hochebene, im Westen, Süden und Osten befinden sich Ebenen.
Auf 896 km² leben 56.058 Einwohner (Stand 1. Januar 2023), 40 % davon in den drei Städten Rakovník, Jesenice u Rakovníka und Nové Strašecí. 50 % der Bevölkerung ist erwerbstätig, 28 % davon in der Industrie und knappe acht Prozent in der Land- und Forstwirtschaft. Der Durchschnittslohn beträgt 15.757 Kronen, die Arbeitslosigkeit 8 %.
Rakovnicko ist bekannt durch seine keramische und chemische Industrie. Größte Arbeitgeber sind RAKO und VALEO AUTOKLIMATIZACE. Im Norden und in der Mitte des Bezirks werden Hopfen, im Süden Kartoffeln und Getreide angebaut.

## Sehenswürdigkeiten
- Burg Křivoklát wurde 1270 erbaut.
- Von der Burg Krakovec begab sich 1414 Jan Hus auf seinen Weg nach Konstanz.
- In Rakovník findet man die gotische Kirche des Hl. Bartholomäus (1504) mit einer Sandsteinkanzel von Matěj Rejsek, Reste der Stadtmauer, Friedhofskapelle des Hl. Rochus, Kirche des Heiligen Ägidius und andere.
- Schloss Lány ist seit 1921 Sommersitz der tschechischen Präsidenten.

Daneben befinden sich hier zahlreiche Naturparks wie der Pürglitzer Wald (Křivoklátsko), sowie viele Wälder mit seltenen Pflanzen und geologisch interessanten Formationen.
Die Gemeinde Lány wurde zum 1. Januar 2007 dem Okres Kladno zugeordnet.

## Städte und Gemeinden
Bdín (Bdin) – Branov (Branow) – Břežany (Breschan) – Čistá (Tschistay) – Chrášťany (Kroschau) – Děkov (Dekau) – Drahouš (Drahuschen) –
Hořesedly (Horosedl) – Hořovičky (Deutsch Horowitz) – Hracholusky (Hracholusk) – Hřebečníky (Hrzebecznik) – Hředle – Hvozd (Tiefenhain) – Janov (Johannesthal) – Jesenice (Jechnitz) -Kalivody (Kaliwod) – Karlova Ves (Karlsdorf) – Kněževes (Herrndorf) – Kolešov (Koleschau) – Kolešovice (Koleschowitz) – Kounov (Kaunowa) – Kozojedy (Kosojed) – Krakov (Krakau) – Krakovec (Rothschloß) – Kroučová – Krty (Gerten) – Krupá – Krušovice (Kruschowitz) – Křivoklát (Pürglitz) – Lašovice (Laschowitz) – Lišany – Lubná – Lužná (Luschna) -Malinová (Beerenheid) – Městečko (Stadtl) – Milostín – Milý – Mšec – Mšecké Žehrovice (Kornhaus Scherowitz) – Mutějovice (Mutowitz) – Nesuchyně (Nesuchin) – Nezabudice (Nesabuditz) – Nové Strašecí (Neustraschitz) – Nový Dům (Neuhaus) – Olešná (Woleschna) – Oráčov (Woratschen) – Panoší Újezd (Panasch Aujest) – Pavlíkov (Pawlikow) – Petrovice (Petrowitz) – Pochvalov – Přerubenice (Przerubenitz) – Příčina (Pritschina) – Přílepy (Przilep) – Pšovlky (Pschoblik) – Pustověty (Pustowied) – Račice (Ratschitz) – Rakovník (Rakonitz) – Roztoky (Rostok) – Ruda – Rynholec – Řeřichy (Röscha) – Řevničov – Senec (Senetz) – Senomaty (Senomat) – Skryje (Skrei) – Slabce (Slabetz) – Smilovice – Srbeč (Serbetsch) – Svojetín – Sýkořice (Sikorschitz) – Šanov (Schanowa) – Šípy (Schippen) – Švihov (Schmihof) – Třeboc (Trebotz) – Třtice – Václavy (Wazlaw) – Velká Buková (Groß Bukowa) – Velká Chmelištná (Groß Chmelischen) – Všesulov (Schlösselhof) – Všetaty (Wschetat) – Zavidov (Seiwedl) – Zbečno (Sbetschno) – Žďár (Schaar)